# Артарий
Артарий (др.-перс. Arteremu; V век до н. э.) — сын персидского царя Ксеркса I, сатрап Вавилонии.

## Биография
Артарий родился в браке Ксеркса I со второстепенной женой, чье имя исторические источники не передают.
Его роль в дворцовом перевороте 465-го года до н. э., когда были убиты Ксеркс I и старший брат Артария Дарий, неизвестна. Во время правления Артаксеркса I Артарий занимал пост наместника Вавилонии. Имена Артария, равно как и его сына Меностана, неоднократно упоминаются в документах банкирского дома Мурашу, составленных в 431—424 годах до н. э.
Согласно сведениям Ктесия, Артарий около 449 года до н. э. выступил посредником в переговорах между Артаксерксом и восставшим сатрапом Сирии Мегабизом, после того как последний в двух сражениях последовательно разбил направленные против него правительственные войска. При этом был тяжело ранен сын Артария. Мегабиз в ходе переговоров заявил, что готов их вести только при условии «предоставления ему автономии». В поддержку мятежника наряду с другими знатными персами выступила и вдовствующая царица Аместрида, мать Артаксеркса. По её предложению Артарий был направлен во главе царского посольства, и после длительных уговоров и раздачи обещаний Мегабиз согласился предстать перед Артаксерском для получения официального прощения.
После смерти Артаксеркса и восшествия на персидский престол Дария II имя Артария в источниках более не упоминается.